# Hispanotettix nitidus
Hispanotettix nitidus är en insektsart som beskrevs av Perez-gelabert, Dominici, Hierro och D. Otte 1995. Hispanotettix nitidus ingår i släktet Hispanotettix och familjen gräshoppor. Inga underarter finns listade i Catalogue of Life.